# 기원전 17년

## 연호
- 전한(前漢) 홍가(鴻嘉) 4년

## 기년
- 전한(前漢) 성제(成帝) 16년
- 신라(新羅) 혁거세 거서간(赫居世居西干) 41년
- 고구려(高句麗) 유리명왕(瑠璃明王) 3년
- 백제(百濟) 온조왕(溫祚王) 2년

## 사건
- 3월, 백제 온조왕이 족부(族父:왕의 7촌 형제) 을음(乙音)을 우보로 삼았다.

## 탄생
- 아르미니우스 - 게르만 족의 지도자